# Vilamarín
Vilamarín település Spanyolországban, Ourense tartományban. Vilamarín Carballedo, A Peroxa, Coles, Amoeiro és San Cristovo de Cea községekkel határos. Lakosainak száma 1854 fő (2024).

## Népesség
A település népessége az elmúlt években az alábbi módon változott:
| Lakosok száma | 2260 | 2301 | 2281 | 2215 | 2119 | 2056 | 1940 | 1854 | 1847 | 1854 |
|               | 2001 | 2004 | 2007 | 2009 | 2012 | 2014 | 2017 | 2019 | 2022 | 2024 |